# Tico-tico-pequeno

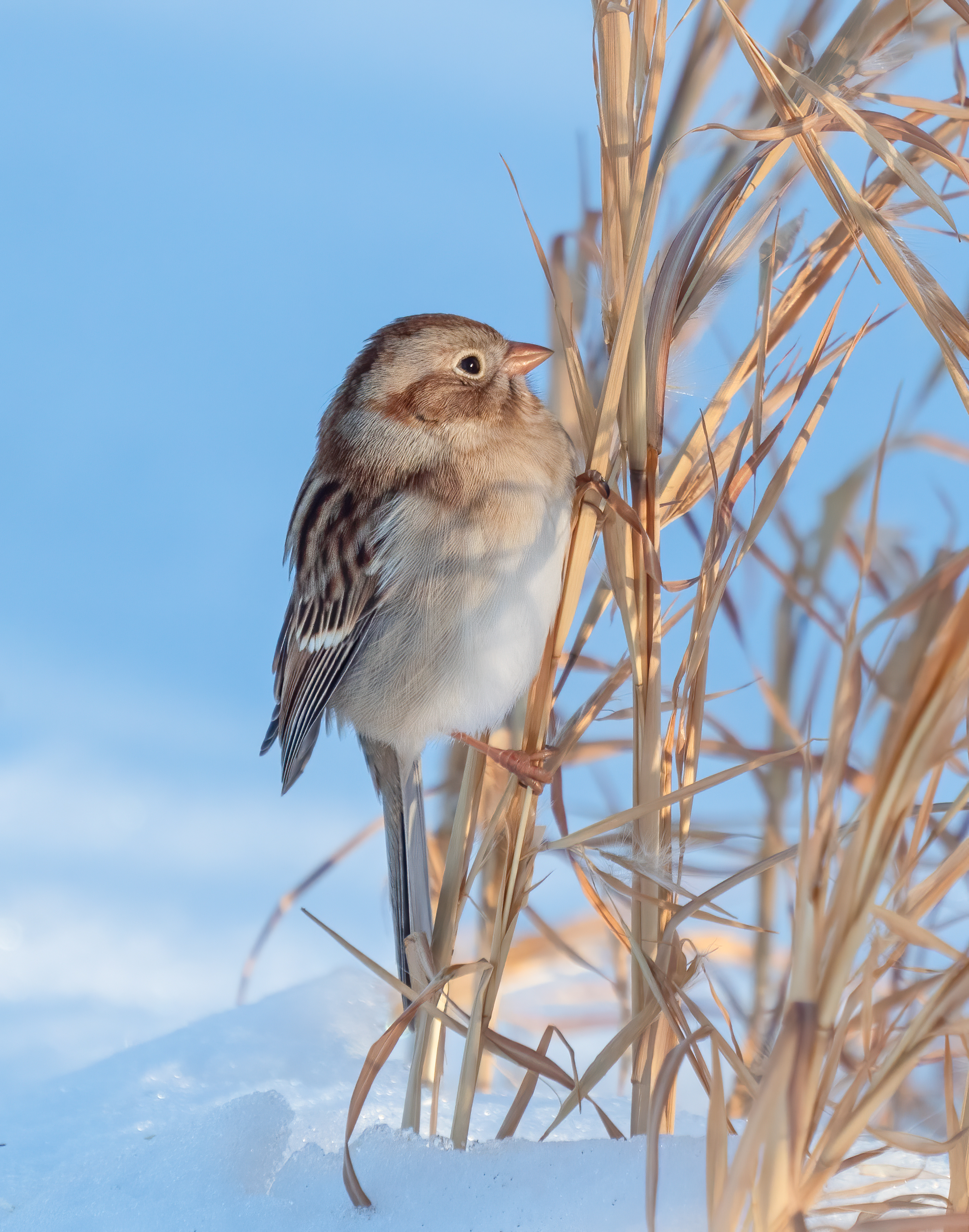
Tico-tico-pequeno no Central Park.

O tico-tico-pequeno (Spizella pusilla) é um pequeno pardal do Novo Mundo da família Passerellidae. Ele tem cerca de 140 mm de comprimento e pesa cerca de 12,5 g. A cabeça é cinza com um píleo cor de ferrugem, anel ocular branco e bico rosa. As partes superiores são marrons com listras pretas e cor de couro, o peito é cor de couro, a barriga é branca e a cauda é bifurcada. Há dois tipos diferentes de cores, sendo um mais cinza e o outro mais vermelho.
O tico-tico-pequeno é distribuído no leste do Canadá e no leste dos Estados Unidos, com as populações do norte migrando para o sul, para o sul dos Estados Unidos e para o nordeste do México no outono. O habitat típico dessa ave é uma região com arbustos e pastagens. O ninho é uma estrutura em forma de xícara construída no chão e escondida embaixo de um arbusto ou de um tufo de grama. As aves procuram comida no chão ou na vegetação baixa, alimentando-se principalmente de sementes e insetos. Acredita-se que a população esteja em lento declínio, mas é uma espécie comum com ampla distribuição, e a União Internacional para a Conservação da Natureza avaliou seu status de conservação como sendo de “pouco preocupante”.

## Descrição
Os adultos têm a parte superior marrom, o peito cor de couro, a barriga branca, duas barras esbranquiçadas nas asas e uma cauda bifurcada marrom-escura. Eles têm a face cinza, um anel ocular branco e um bico rosa. Têm marcas enferrujadas atrás dos olhos. Existem variantes de cor cinza e ruiva da espécie. Os machos e as fêmeas têm aparência semelhante, sendo os machos um pouco maiores que as fêmeas.
| Medidas padrão | Medidas padrão |
| -------------- | -------------- |
| Comprimento    | 130–150 mm     |
| Peso           | 12,5 g         |
| Envergadura    | 200 mm         |
| Asa            | 62,7–67,8 mm   |
| Cauda          | 62–68,4 mm     |
| Cúlmen         | 8,7–9,8 mm     |
| Tarso          | 17,6–18,9 mm   |

## Distribuição e habitat
Seu habitat de reprodução são campos cobertos de arbustos no leste da América do Norte. O ninho tem formato de uma xícara aberta no chão, sob um tufo de grama ou em uma pequena moita. Eles costumam se reproduzir mais de uma vez em cada estação e, a cada vez que constroem um novo ninho, o ninho é construído mais alto do chão à medida que a estação avança e as folhas crescem. Seus ovos são postos em maio ou junho; são de um branco azulado pálido, salpicados e manchados de marrom-amarelado e roxo-acinzentado.
Essas aves são residentes permanentes na parte sul de sua área de distribuição. As aves do norte migram para o sul dos Estados Unidos e para o México.

## Hábitos
Essas aves procuram alimentos no solo ou em vegetação baixa, principalmente de insetos e sementes. Elas podem se alimentar em pequenos bandos fora da época de nidificação.
O macho canta de um poleiro mais alto, como um arbusto ou um poste de cerca, o que indica que ele é o dono do território de nidificação. O canto é uma série de assobios tristes que terminam em um trinado, o som formado como o som acelerado de uma bola quicando tem a qualidade de parar, geralmente dura 4 segundos, ambos são frequentemente comparados.
A população dessa ave aumentou à medida que os colonizadores desmatavam as florestas no leste da América do Norte, mas pode ter diminuído em tempos mais recentes. Apesar disso, é uma espécie comum com uma ampla variedade, e a União Internacional para a Conservação da Natureza avaliou seu status de conservação como sendo de “pouco preocupante”.